# Emese Barka
Emese Barka (ur. 4 listopada 1989) – węgierska zapaśniczka startująca w stylu wolnym. Brązowa medalistka mistrzostw świata w 2013, 2016 i 2018. Mistrzyni Europy w 2019; trzecia w 2007, 2013, 2017 i 2018. Triumfatorka igrzysk europejskich w 2015. Siódma w Pucharze Świata w 2014. Brązowa medalistka uniwersjady w 2013. Uniwersytecka mistrzyni świata w 2014.  Druga na mistrzostwach Europy juniorów w 2008 roku.
Mistrzyni Węgier w latach 2008 - 2017 roku.